# Évoras universitet
Évoras universitet (portugisiska: Universidade de Évora; förkortning UE) är ett portugisiskt universitet i staden Évora.
Universitetet har sex fakulteter med  8060 studenter och 669 lärare.